# Kopidodon macrognathus
Kopidodon macrognathus és una espècie extinta de mamífer pantolest de la família dels paroxiclènids (o, segons altres classificacions, dels pantolèstids) que visqué a Europa durant l'Eocè mitjà. Se n'han trobat restes fòssils a Alemanya. Es tracta de l'única espècie del gènere Kopidodon. Era si fa no fa igual de gros que un os rentador o una mangosta. Es calcula que tenia una llargada de cap a gropa de 50 cm, la cua de 35 cm i un pes de fins a 1.400 g. La seva anatomia fa pensar que era un animal arborícola i que segurament tenia una dieta omnívora.